# Космические рейнджеры 2: Доминаторы
«Косми́ческие ре́йнджеры 2: Домина́торы» — компьютерная игра, разработанная российской компанией Elemental Games и выпущенная 1С для Windows в 2004 году. Является продолжением игры «Космические рейнджеры». В США и Европе игра была выпущена Space Rangers 2: Rise of the Dominators. Подобно игре-предшественнице, «Космические рейнджеры 2» совмещает в себе элементы множества жанров — космического симулятора, компьютерной ролевой игры, текстовой приключенческой игры, стратегии в реальном времени и других. Игрок принимает на себя роль «космического рейнджера» — пилота космического корабля, который путешествует по случайным образом сгенерированной, галактике со множеством звёзд и планет. Конечная цель игры — победа в войне с враждебными роботами-«доминаторами», но игроку также предлагается множество других занятий и поручений, в том числе межзвёздная торговля, исследование планет или пиратство. Игра получила исключительно высокие оценки обозревателей. В 2007 году игра была перевыпущена в составе сборника «Космические рейнджеры 2: Доминаторы. Перезагрузка», в 2013 — ещё раз в виде «Космические рейнджеры HD: Революция».

## Геймплей

Режим обучения планетарному бою

Однозначно отнести «Космических рейнджеров» к какому-либо игровому жанру невозможно. Обычно игру пытаются классифицировать как RPG или пошаговую стратегию, но в действительности «Рейнджеры» — сочетание множества жанров, среди которых и стратегия, и RPG, и аркада, и текстовый квест, и космический симулятор с элементами торговли (здесь особенно заметно влияние классической Elite; см. также жанр космическая опера). Кроме того, во второй части появилась возможность поучаствовать в Стратегии в реальном времени и в action. В целом, «Рейнджеры» близки к играм наподобие Sid Meier’s Pirates!, в которых главный герой путешествует между разными локациями (в Pirates! это города, в «Космических рейнджерах» — звёздные системы), выполняя задания, сражаясь с врагами, улучшая оборудование, покупая и продавая товары. Журнал ЛКИ причислил игру к жанру эпическая игра. Главная черта игр такого рода — свобода действий игрока.
В «Космических рейнджерах» проявляется ещё один важный принцип — мир вокруг героя живёт своей собственной жизнью, не зависящей от действий игрока. Другие рейнджеры, управляемые компьютером, так же, как и игрок, торгуют, сражаются с доминаторами, занимаются пиратством (или сами могут подвергнуться нападению пиратов), улучшают своё оборудование и так далее, лишь не могут брать задания у правительства. Этот принцип, пока что нечасто встречающийся в компьютерных играх, вероятно, является одной из причин успеха игры.
Одной из особенностей сюжета игры является обилие юмора, зачастую пародийного (например, в текстовых квестах и заданиях — вирус Виндовс, бушевавший на Земле, документальный фильм о доминаторах «Терминатор 3: Восстание машин»).
Кроме того, игра оценивает действия игрока и в конце партии выдаёт его итоговый счёт, который зависит от установленной сложности, количества полученного опыта и затраченного игрового времени. Игрок может отослать свой результат на официальный сайт игры. После этого рекорд попадёт в таблицу результатов, с помощью которой можно сравнить свои достижения с другими игроками.
В начале каждой игры игрок выбирает себе расу и внешний вид персонажа, его род деятельности, характер, имя и уровень сложности, а также две единицы улучшенных деталей оборудования. Уровень сложности в «Космических рейнджерах HD» можно настроить гораздо тоньше, чем в первой.
Игра проходит в походовом режиме, за исключением сражений в чёрных дырах и сражений на поверхности планеты. Игровой процесс напоминает сражения Close Combat: игрок отдаёт приказ (прокладывает курс, наводит бортовое оружие, выбирает обломки для захвата), жмёт кнопку «конец хода», и некоторое время наблюдает за происходящим действием в режиме реального времени без возможности вмешаться. Корабль игрока путешествует в космосе между планетами и космическими станциями — в пределах одной системы — и по гиперпространству — для перемещения из одной системы в другую. Каждый ход в игре соответствует внутриигровому дню. До нажатия кнопки «конец хода», позволяющей совершить планируемый ход, игрок может вступить в диалог с кораблями содружества или просканировать их (если они в пределах действия радара), провести переустановку оборудования из трюма в корабельный слот или выкинуть его в шлюз, активировать специальный артефакт. Все эти действия совершаются «вне времени» и не требуют затрачивать игровые ходы.
Приземлившись на планету или космическую станцию, игрок получает возможность выбирать между различными вкладками, тем самым как бы перемещаясь из ангара в правительственный центр или магазин оборудования. Кроме того, он может закупать оборудование, получать задания, узнавать новости, пользоваться поисковым устройством, торговать трофеями и товарами, заправлять бак и т. п. Эти действия также не требуют затрат ходов. Однако, игрок может пропустить желаемое число ходов на планете или станции.
Как в космосе, так и на планетах (но не во время планетарных боёв) игроку всегда доступны три кнопки, открывающие внутреннее устройство его корабля, галактическую карту и глобальный рейтинг рейнджеров. Галактическая карта, кроме того, даёт возможность выбрать направление гиперпрыжка для перехода в другую систему. Для этого необходимо подлететь к границе системы и перейти в гиперпространство. В отличие от первой части игры, корабль перемещается мгновенно в указанную систему, минуя перелёт в гиперпространстве.
Концепция свободного выбора, отличительная особенность оригинала, не только сохранилась, но и получила в «Космических рейнджерах 2» своё логическое развитие. Игрок не ограничивается сюжетными рамками, ему предоставляется возможность повлиять на ход событий во всей Галактике. При этом игровой мир (размеры которого существенно увеличились по сравнению с первой частью) живёт и развивается по своим законам, в нём постоянно происходят какие-то события: захватываются и освобождаются системы, пираты грабят суда, на планетах случаются государственные перевороты, а учёные делают новые открытия.
Карта Галактики частично случайным образом, частично по правилам генерируется при выборе новой игры. Карта Галактики была увеличена на 3 сектора (6х3) по сравнению с первой частью (5х3). Карта делится на секторы, в каждом из которых есть несколько звёздных систем. В центре каждой системы есть звезда, вокруг которой вращаются обитаемые и необитаемые планеты. Обитаемые планеты служат для получения и выполнения заданий, торговли, починки и покупки нового оборудования для космического корабля. На необитаемых планетах можно найти товары, артефакты, бочки с топливом, оборудование. (Есть такой артефакт, который позволяет определять ценность предметов на необитаемой планете. Также он определяет шанс победы над каким либо противником. И называется он «Вероятностный анализатор».) Но для того чтобы их найти понадобятся зонды для исследования, которые покупаются на Научной базе. Но вам не продадут зондов, если вы не обладаете хотя бы первым уровнем навыка «Знание техники». (Также этот навык позволяет не только покупать зондов, но и уменьшает износ оборудования.) У обитаемых планет есть показатели, которые влияют на её степень развития: проживающая раса (планеты не могут переходить от одной расы к другой, на каждой обитаемой планете может проживать только 1 раса), численность населения, государственный строй (анархия, монархия, диктатура, республика и демократия). На необитаемых планетах можно совершить посадку, спасаясь от преследователей, на них развёртывается действие некоторых текстовых квестов. В «Космических рейнджерах 2» появляется возможность сканировать необитаемые планеты зондами в поисках затерявшихся трофеев. Помимо этого, существуют специальные космические базы (военные, научные, пиратские, центры рейнджеров; а также добавленные новые — медицинские базы и бизнес-центры), выполняющие ряд специализированных функций, и чёрные дыры, в которых начинаются аркадные бои и в сражении с Доминатором(и) можно получить тот или иной артефакт, который увеличивает ту или иную часть или силу корабля. В системах также встречаются космические корабли и астероиды.
Помимо планет в игре существует 7 типов космических баз (из них 4 присутствовали и в первой части). Это:
- Центр Рейнджеров — база, принимающая ноды — особое вещество, выпадающее из повреждённых или уничтоженных доминаторов. На полученные ноды можно покупать микромодули, которые модифицируют оборудование. На новый год центр Рейнджеров бесплатно дарит 1 случайный микромодуль 3 уровня.
- Научная база — по их словам «ведёт разработку средств для борьбы с доминаторами» . На практике эти исследования лишь могут дать три программы для воздействия на главные мозговые центры трёх серий доминаторов : алгоритм для преобразования энергии в материю — для Террона, деструктуризатор — для Келлера и Логическое исключение для Блазера. Для ускорения разработки игрок должен продавать научным базам части доминаторских кораблей (чем больше вес детали — тем сильнее ускоряется процесс исследования). Существуют три отдела для разработки «средств по борьбе», они работают независимо друг от друга и направлены на определённую серию доминаторов . Кроме того, учёные могут произвести апгрейд оборудования рейнджера (каждая вещь может быть улучшена однократно).
- Военная база  — рассказывает рейнджеру-игроку о текущей боевой обстановке в Галактике и выдаёт новое оборудование в награду за звание. Во второй части также появилась возможность заказать военную операцию по освобождению системы и получить специальную программу, на время повышающую эффективность действий рейнджера. Периодически игроку приходит сообщение от какой-либо военной базы о том, что вскоре начнётся операция по освобождению системы. Игрок может прилететь на данную базу, где его подвергнут анабиозу и военная база совершит гиперпрыжок в назначенную систему.
- Пиратская база — может сменить расу игрока (улучшение отношения планет всех рас) и продать поддельные ноды. В одном из патчей возможность купить поддельные ноды была убрана, что привело к появлению сюжетной дыры ― добавленный в Перезагрузке текстовый квест «Община свидетелей доминатора» ссылается на такую возможность, несмотря на то, что купить у пиратов ноды уже нельзя. Всё оборудование, которое продаётся в магазине пиратской базы, — бывшее в употреблении. Кроме того пираты могут предоставить скидки на свои услуги — в зависимости от пиратского рейтинга игрока. Если пиратская база предложит информацию за деньги — её стоит брать, иначе игроку закроется часть сюжетных концовок. Во второй части появилась новая функция: продажа нелицензионных боевых программ за ноды.
- Бизнес-центр — выдаёт кредиты, осуществляет сканирование рынка с целью выдачи информации по наиболее финансово выгодным торговым сделкам. В бизнес-центре можно открыть депозитный счет. Также в бизнес-центре можно сделать пожертвование самым бедным рейнджерам галактики, тем самым увеличив свою репутацию; заказать строительство любой новой космической базы, выделить деньги на строительство нового военного флота. В случае невозвращения кредита сначала начисляет гигантские проценты, а потом ещё и назначает награду за голову рейнджера. Если навредить пиратам, например, выдать деньги на создание военной базы или создание звёздного флота, через некоторое время, залетев в эту звёздную систему, можно увидеть, как пират выкидывает мины и взрывает бизнес-центр.
- Медицинский центр — лечит игрока от почти всех космических болезней. Также игрок может купить здесь стимуляторы, на время меняющие его характеристики. В бизнес-центре есть возможность платно получить медицинскую страховку, снижающую цены на специальные услуги медицинского центра вдвое.
- Доминион — пиратская военная база. Добавлен в игру с КР2 HD: Революция версии 2.1.1800. Появляется только в системах, захваченных пиратами и доступны для посещения только лишь тем, кто стоит на стороне Пиратского Клана. Если игрок на стороне Коалиции, он не сможет посещать доминион, даже если его репутация среди пиратов отличная. Доминион имеет большой спектр возможностей, причём некоторые функции доминиона те же самые, что имеются на военных и научных базах Коалиции (при совершенно других текстах диалогов). Есть ещё довольно инновационные функции: при определённом пиратском звании можно приказать доминиону сменить свою дислокацию или телепортировать игрока к той или иной системе; возможность конструирования кораблей из оборудования, имеющегося в магазине оборудования самого доминиона или из трюма и склада игрока, причём стоимость сборки корабля равна сумме цен всего использованного для этого оборудования. А после окончательной сборки корабля активируется пилот, который управляет собранным кораблём и, в зависимости от навыка лидерства игрока, впоследствии может стать его напарником; ещё есть возможность приобрести пиратскую лицензию, которая позволяет на 10 % увеличить вероятность ограбления того или иного корабля.

Во второй части игры можно модернизировать (установить новое оружие, броню и т. п.) станции за счёт игрока.
В игре рейнджера представляет его корабль. При уничтожении корабля погибает рейнджер, а его семья получает страховку в размере 10000 галактических кредитов и игра прекращается (если в момент смерти рейнджер застрахован, то семья получает 20000). Жизнеспособность корабля определяет его корпус. В первой части игры корпусы, приобретаемые игроком, отличались только внешним видом, а внутри были одинаковыми. В «Космических рейнджерах 2» корабли различаются числом слотов под оборудование, оружие, артефакты. Внутри корпуса рейнджер устанавливает оборудование, которое либо покупается в магазинах на обитаемых планетах и станциях, либо добывается как трофей. Каждое оборудование имеет (обычно) одну-две технические характеристики и вес, определяющие его стоимость. Чем легче оборудование, тем оно меньше места занимает на корабле и тем оно дороже. Всего выделяют восемь качественных уровней оборудования (качественная шкала рядом с оборудованием). Изначально галактическому союзу известно оборудование первых двух ступеней и, возможно, несколько наименований из 3-4 ступени. Оборудование следующих ступеней открываются со временем. Технические характеристики растут пропорционально качеству оборудования. Также следует обращать внимание на производителя оборудования: самые качественные вещи производят гаальцы, а самые некачественные — малоки. Качественная вещь реже ломается, но стоит дороже (цена ремонта пропорциональна стоимости детали). Размер трюма составляет разницу между размером корпуса и весом оборудования. Если трюм переполнен — корабль не сможет двигаться. Также каждая единица вместимости корабля является одной единицой его прочности.

## Сюжет игры
Основные события второй части игры разворачиваются спустя 250 лет после окончания войны с клисанами — в 3300 году. Человечество поддерживает отношения с четырьмя другими развитыми цивилизациями нашей галактики: малоками, пеленгами, фэянами и гаальцами. Продолжает развиваться Коалиция Разумных Рас (сокращённо — КРР).
Внезапно, появляется новая угроза для Галактики — Доминаторы — форма кибержизни, наделённая собственным интеллектом. Они появились в результате слияния клисан с опасными боевыми роботами, наделёнными интеллектом и способными к регенерации. Коалиция отказалась от этих машин и уничтожила их. Но малоки отправили небольшую партию роботов на отдалённую планету, которую после этого захватывают клисаны. Малоки поняли свою ошибку и сбросили на планету атомную бомбу. Страшный взрыв уничтожил и роботов, и клисан. Но некоторые модули сохранили жизнеспособность. Изменённые радиацией, они соединились с клисанскими боевыми модулями, и появился новый вид небиологической жизни — Доминаторы. Существуют три вида Доминаторов (блазероиды, келлероиды и терроноиды). У них есть так называемые «мозговые центры» или «главы». У каждого вида Доминаторов они есть. У блазероидов — Блазер, келлероидов — Келлер, у терроноидов — Террон. Они сражаются против сил Галактической Коалиции. Помимо этого Доминаторы воюют друг с другом из-за различных целей.
Игроку предстоит выступить в роли космического рейнджера, который может заниматься самой разной деятельностью, но в конечном счёте, преследует цель спасения Галактики от вторжения доминаторов. Чёткого и заранее написанного сюжета в игре нет, игрок сам выбирает как освободить Галактику от доминаторов.

## Мир игры
Действие игры происходит в космосе, в далёком будущем, в начале XXXIV века. Галактику населяют 5 разумных цивилизаций (особенность этих цивилизаций в том, что каждая из них по характеру является одной из форм характера человека, а Человечество в игре является не собирательным образом всех рас, а лишь дополнением набора характеров) :
- Малоки — крупные и физически сильные гуманоиды со слабым интеллектом. Обожают войну, презирают учёных и торговцев. Ведут аскетичный образ жизни, поэтому считают контрабандой предметы роскоши. Против истребления пиратов, но лишь потому, что считают, что пират так же полезен в войне, как и военный. Ранее воевали с фэянами;
- Пеленги — раса четвероруких амфибий. Пеленги — самые хитрые существа Галактики, во всём стремящиеся к выгоде, склонные к пиратству, преступности и шпионажу и не признающие большинства законов и общепринятых норм морали. Только правительства этой расы законом защищают пиратов;
- Люди — раса, наиболее преуспевшая в дипломатии, политике, экономике, предпринимательстве и частично в военном деле и искусстве;
- Фэяне — гуманоиды с фиолетовым цветом кожи, в пищу употребляющие минералы. По уровню интеллекта превосходят людей, пеленгов и малоков особенно в технических науках. Обладают развитой техникой. Первыми открывают новые технологии. У фэян впервые появляется новое вооружение и оборудование, так как они в основном сосредоточены на исследованиях, а гаальцы на доведении вещей до совершенства. Фэяне гермафродиты: у них нет деления на женский и мужской пол.
- Гаальцы — древняя и наиболее развитая раса. Имеют три глаза. Гаальцы миролюбивы, стремятся избегать военных конфликтов и относятся ко всем расам одинаково хорошо. У них очень развиты искусство и философия.

Все расы входят в единое Галактическое Содружество, у которого единое времяисчисление (человеческое) и единая валюта — галактический кредит. В связи со вторжением доминаторов конфликты и войны между расами запрещены, однако в игровом мире нередки случаи нападения космических пиратов на мирные корабли.

## История создания игры
Над второй частью игры работало в офисе 10 человек, а удалённо — около 20: музыканты, художники, сценаристы и писатели квестов. Работы над другими проектами не велось.

## Оценки критиков
| Сводный рейтинг       | Сводный рейтинг |
| Агрегатор             | Оценка          |
| --------------------- | --------------- |
| GameRankings          | 84,57 %         |
| «Критиканство»        | 91/100          |
| Русскоязычные издания |                 |
| Издание               | Оценка          |
| Absolute Games        | 94 %            |
| «Страна игр»          | 8,5/10          |

Игру оценили очень высоко как в России, так и на западе. IGN поставила игре 8 баллов, отметив оригинальный геймплей, сочетающий в себе много разных игровых жанров.
На сайте Gamerankings стоит оценка 84,57 %, основанная на 35 обзорах.

## Дополнения и переиздания

### «Перезагрузка»

Обложка российского издания игры

7 сентября 2007 года Elemental Games, CHK-Games и Katauri Interactive выпустили переиздание под названием «Космические рейнджеры 2: Доминаторы. Перезагрузка». Оно содержит в себе первую и дополненную вторую части «Космических рейнджеров» и «ФанАрт» — сборник творчества (мини-игр, картинок, обоев, заставок) поклонников серии. Во вторую часть дополнение добавляет новые режимы игры, экран корабля, типы корпусов и новое оборудование с дополнительными характеристиками, а также текстовые квесты и карты планетарных боёв.
В работе над дополнением приняли активное участие многие поклонники серии «Космических рейнджеров» с официального форума игры — они создавали карты, писали квесты и тестировали игру.
К первому тиражу коллекционной DVD-комплектации игры прилагается нагрудный значок рейнджера.

### «Революция»
В декабре 2009 вышло фанатское дополнение «Космические рейнджеры 2: Революция», созданный энтузиастами с форума EG.

### Космические рейнджеры HD: Революция
В середине апреля 2012 года компанией СНК-Games было анонсировано очередное дополнение к «Космическим рейнджерам 2». В отличие от фанатской версии «Революции», разработка данного дополнения финансировалась 1С и была засекречена до последнего момента (только за неделю до анонса на форумах стали появляться недвусмысленные намёки от руководителя СНК-Games). 17 июля 2012 года был завершён этап закрытого бета-тестирования. Дополнение вышло в Steam 15 марта 2013 года.
Основное нововведение «Революции» — сюжетная ветвь, посвящённая противостоянию пиратской экспансии. Пока Коалиция сосредоточенно вела борьбу с доминаторами, пираты, возглавляемые таинственным лидером, объединили свои усилия и начали организованный захват власти в галактике. Теперь вы сами вольны выбирать, кому противостоять — пиратам или доминаторам, либо тем и другим сразу. Кроме того, можно присоединиться к пиратам. В отличие от оригинальной игры, теперь можно успешно завершить игру, не одержав победу над доминаторами, а лишь разобравшись с пиратской угрозой, или даже вместе с пиратами уничтожив Коалицию.
Некоторым изменениям игра подверглась в техническом плане. Улучшено главное меню, загрузочные экраны, фоны планет и космических баз, введена поддержка больших разрешений, в том числе широкоформатных, существенно доработан режим планетарных битв — теперь он поддерживает все основные технологии, являющиеся форматом де-факто для современных игр.